# Dirocoremia bruchi
Dirocoremia bruchi är en skalbaggsart som först beskrevs av Pierre Émile Gounelle 1905.  Dirocoremia bruchi ingår i släktet Dirocoremia och familjen långhorningar.
Artens utbredningsområde är Uruguay. Inga underarter finns listade i Catalogue of Life.